# 黄雅莉
黄雅莉（1989年3月22日—），出生于湖南省長沙市，中国女歌手、词曲创作人、演员、主持人、藝術創作者。

## 生平
2005年參加湖南衛視舉辦的超級女聲比賽獲得长沙赛区亚军，全国第六。其后签约天娱传媒（现已解约），首次主演电视剧《美丽分贝》（又名《超级女生》），同年12月推出专辑《崽崽》，凭借该专辑获得第七届全球华语歌曲排行榜最受欢迎新人奖。
2007年出版首部个人成长记录书《崽崽的流水账》。
2008年7月11日全约加盟台湾福茂唱片。翌年发行专辑《雅莉不怕》，获得东南劲爆音乐榜最受欢迎歌手奖。2010年凭借专辑《前任女友》获得中国TOP排行榜年度推荐唱片大奖，同年加盟广东卫视主持节目《乐拍乐高》。2012年首次主演电影《美丽大学》；同年发行第四张专辑《年轮》。2013年参演电影《放手爱》。
2014年3月7日加盟種子音樂有限公司；同年5月20日发行创作单曲《田园香》，并自导自演音乐MV。与柯有伦对唱的情歌《两人世界》于5月30日发行。同年10月发行名为《黄雅莉的奇幻秀》的音乐漫画书专辑，通过专辑歌曲、漫画及创意生活写真照三部分，将音乐与视觉完美结合。
2015年1月26日，获得东方盛典亚洲影响力内地最具人气女歌手。同年录制乐视网真人秀节目《十周嫁出去》，12月26日在上海加空间举行“Twinkle 闪闪的黄雅莉”演唱会。
2016年2月6日，黄雅莉参加剑桥华人春晚，并受邀与剑桥市长一同参加剑桥大学新年晚宴；2月7日，在剑桥大学国王学院（King's College）发表演讲。同年参加江苏卫视《蒙面唱将猜猜猜》第一季。并出版个人原创图书《愿我成为你生命中的礼物》。

## 家庭
2021年7月2日，在《向往的生活》中，黄雅莉爆料自己和交往16年的初恋男友王皓已经结婚。2023年12月4日，黄雅莉在社交平台宣布怀孕。

## 音乐作品

### 专辑
| 专辑#  | 专辑名称               | 专辑类型 | 发行公司      | 发行日期       | 专辑曲目 |
| ------ | ---------------------- | -------- | ------------- | -------------- | --- |
| 第一张 | 《崽崽》               | 专辑     | 天娛傳媒／EMI | 2006年12月19日 | 曲目 1. 蝴蝶泉边 2. 崽崽 3. 无聊 4. Mini主角 5. 有你 6. 黄小花 7. 冒险 8. 你是我的玩具 9. I want to know more(环游世界) 10. 荔草                                                                                                |
| 第二张 | 《雅莉不怕》           | 专辑     | 福茂唱片      | 2009年6月19日  | 曲目 1. 恋爱绝句选 2. 懵懂 3. 相爱的人都等在这地方 4. 不一定快乐 5. 歌词里的他 6. 我还能飞翔 7. 明天的你和我 8. 爱飞临 9. 火星爱月亮 10. 临床试验                                                                               |
| 第三张 | 《前任女友》           | 专辑     | 福茂唱片      | 2010年12月20日 | 曲目 1. 想你笑 2. 远方有多远 3. 善良 4. 你离开我的种种 5. 爱的初见面 6. 过期的旅行 7. 前任女友 8. 像问号的爱情 9. 猫头鹰呼叫爱情 10. 同城                                                                                       |
| 第四张 | 《年轮》               | 专辑     | 福茂唱片      | 2012年10月26日 | 曲目 1. 年轮 2. 换个地方住 3. 在分手的地方 4. 茉莉 5. 彩色幻想 6. 缺 7. 廉价的眼泪 8. 星月下 9. 迷藏 10. 再见面的时候 |
| 第五张 | 《黄雅莉的奇幻秀》     | 专辑     | 种子音乐      | 2014年10月23日 | 曲目 1. 奇幻秀 2. 还能好好玩耍吗 3. Q 4. 田园香 5. 恋爱烘焙中 6. 古耐 7. 盛开 8. 两人世界 9. 奇幻秀 (Instrumental Version) 10. Q (Instrumental Version) 11. 田园香 (Instrumental Version) 12. 恋爱烘焙中 (Instrumental Version) |
| 第六張 | 《說故事的人總掉眼淚》 | 專辑     | 種子音樂      | 2017年3月22日  | 曲目 1. 離開的人留下的歌 2. 給眼淚一點時間 3. 粉紅 4. 喂！有沒有人在 5. 一期一會 6. 時空旅人 7. 行李箱 8. 遠在咫尺近在天邊 9. 黃雅莉 10. 閃閃的                                                                                 |

### 单曲
| 发行日期   | 歌曲名稱       | 所屬專輯、备注                                         |
| ---------- | -------------- | ------------------------------------------------------ |
| 2005年12月 | 分享           |                                                        |
| 2006年5月  | 真我新声代     | 2006超级女声训练营主题曲，与李宇春、赵静怡、陈西贝合唱 |
| 2006年9月  | 如果有如果     | 收录《美丽分贝》原声大碟中                             |
| 2006年9月  | 现场直播       | 与何洁合唱，收录《美丽分贝》原声大碟中                 |
| 2006年9月  | 花儿开了       | 与何洁合唱，收录《美丽分贝》原声大碟中                 |
| 2007年3月  | 你我他,快参加  | 奥运歌曲                                               |
| 2007年6月  | 梦想如歌       | 与艾梦萌合唱                                           |
| 2007年9月  | 谢谢你陪我唱歌 | 天娱传媒三生有幸主题曲                                 |
| 2008年6月  | 爱在你身边     | 汶川地震赈灾歌曲                                       |
| 2008年7月  | 学会相信       | 赈灾歌曲                                               |
| 2010年8月  | 今天我们不开车 | 与张超合唱                                             |
| 2011年9月  | 心跳的感觉     | 与张超合唱                                             |
| 2013年7月  | 原味觉醒       | 玄幻微电影《欲望香水店》主题曲                         |
| 2014年5月  | 田园香         |                                                        |
| 2015年9月  | 閃閃的         |                                                        |
| 2016年3月  | 天空上         | 與品冠合唱                                             |
| 2016年12月 | 小星星         | 电影《凄灵室》推广曲                                   |

## 图文

### 創作
- 2007年出版首部成长记录书《崽崽的流水账》
- 2014年出版个人首本音乐漫画概念书《黄雅莉的奇幻秀》
- 2016年出版原创图书《礼·物》

### 展览
- 2014年5月装置艺术“架子鼓·深呼吸”参加上海《天使爱美绿》艺术展览。
- 2014年10月28日《黄雅莉的奇幻秀创意沙龙暨专辑发布记者会》，现场展出黄雅莉为该张专辑制作的装置艺术、服装、绘画等作品。
- 2015年5月31日至6月10日期间与几位艺术家于北京时代美术馆共同举办《梦．想．家》主题展览。
- 2015年5月23日至6月28日于上海嘉亭荟城市生活广场举办首场个人装置艺术展。